# グローバルフライヤー
ヴァージン・アトランティック
グローバルフライヤー
モハーヴェ宇宙港でのグローバルフライヤー、2004年4月
- 用途：長距離飛行記録挑戦用の航空機
- 設計者：バート・ルータン

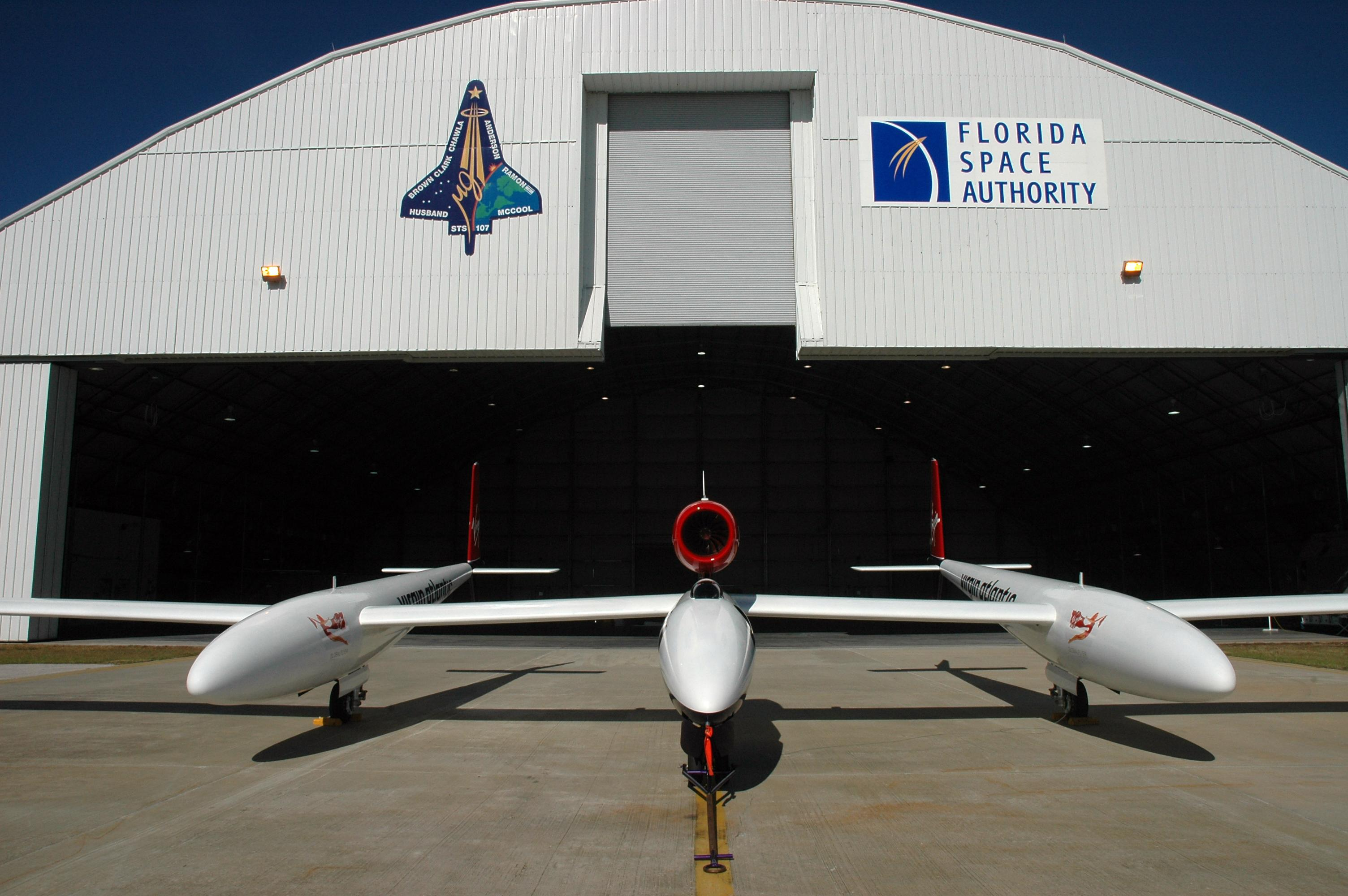
ケネディ宇宙センターでのグローバルフライヤー

- 製造者：スケールド・コンポジッツ
- 運用者：スティーヴ・フォセット
- 初飛行：2005年
- 生産数：1
- 退役：2006年5月17日

スケールド・コンポジッツ モデル311 ヴァージン・アトランティック グローバルフライヤー（Scaled Composites Model 311 Virgin Atlantic GlobalFlyer、登録名N277SF）は、バート・ルータンが設計し、スティーヴ・フォセットが2005年2月28日から2005年3月3日までの67時間1分に単独、無着陸での世界一周飛行を行った航空機である。590.7 km/h (341.2 mph)の飛行速度は、ルータンが設計したボイジャーによる、9日と3分で平均速度186.11 km/h (115.65 mph)の以前の記録を破り、無着陸・無給油での世界一周飛行の最速記録となった。
この航空機は、バート・ルータンのスケールド・コンポジッツによって製造され、リチャード・ブランソンの航空会社であるヴァージン・アトランティック航空のスポンサーにより、パイロットのスティーヴ・フォセット自身が所有した。以前に、これらの会社はヴァージン・ギャラクティックでの共同事業を発表していた。
2006年2月8日から2006年2月11日まで、スティーヴ・フォセットは歴史上最も長い飛行距離(41,467 km / 25,766 マイル)を達成するために、グローバルフライヤーを飛行させた。

## 機体構造
グローバルフライヤーは無給油で世界を一周するために作られた一人乗りの航空機である。現代の民間機としては珍しい単発ジェットエンジン機である。
グローバルフライヤーの形状は短い胴体ナセルの外側に二つのテールブームを取り付けた形となっている。コックピットは与圧されており、胴体前方の約2メートルのスペースにパイロットが着座する。1基のターボファンエンジンが胴体の上方、コックピットの後方1メートルほどのところに搭載されているのが特徴的で、ハインケルHe162 サラマンダーやシーラス ビジョンと同様である。外側のブームには大型の燃料タンクと、後端に尾翼が取り付けられている。尾翼は連結されていない。
機体は炭素繊維強化プラスチックでできており、主構造部材は35メートルの一体型翼桁の高アスペクト比の翼である。この翼は高強度複合材料で作られており、機体のスキンはグラファイト・エポキシとアラミドのハニカム構造である。軽量な材料を使用したことで離陸重量の83%は13個のタンクに入った燃料が占めている。
この機体の揚抗比(L/D)は37である。空力的な抗力が非常に少ないので、エンジンをアイドルに絞っても、機体は毎分700フィート(3.6m/s)の降下率でしか降下できない。着陸時のスピードを落とすためにドローグパラシュートを使用する。
先代のルータン ボイジャーは設計上の不具合で機体が非常にしなりやすく苦労したため、グローバルフライヤーは剛性を高めた。グローバルフライヤーのエンジンに単発ジェットを選択したのは、プロペラエンジンと比べて信頼性が高く、また単独世界一周の所要時間が短くできるからである。
グローバルフライヤーは気温が低い高々度を飛行するように設計されているが、燃料ヒーターを搭載していない。通常のジェット燃料を使用すると凍結するおそれがあった。このためグローバルフライヤー用のウィリアムズ FJ44-3 ATWターボファンは燃料校正を施して、Jet-Aではなく凍結点が低いJet-Bジェット燃料を使用している。

## 最初の世界一周無着陸ソロフライト
2005年1月、カリフォルニア州モハーヴェ空港でチーフエンジニアのジョン・カコーと操縦士のスティーヴ・フォセットが単独テスト飛行をした後、グローバルフライヤーはカンザス州サリナのサリナ空港に移された。サリナ空港は3,750mの滑走路の再舗装をしており、長距離の離陸滑走に適していた。グローバルフライヤーは壊れやすいため、世界記録への挑戦は気流が穏やかになり、背風が良くなる2005年2月28日まで延期された。
管制センターはサリナ空港に近いカンザス州立大学サリナキャンパスに置かれた。
国際航空連盟が規定する世界一周の定義である北回帰線の距離にあたる36,787.559kmを飛ぶためには背風が欠かせない要素である。グローバルフライヤーは最低限の予備燃料で世界一周を成し遂げるように設計されている。後で分かったことだが、燃料抽気システムの設計不備により、フライトの序盤で1,200kgもの燃料を無駄にしていた。これによりスティーブ・フォセットと管制センターは日本近海の太平洋で飛行を中止するかどうかの判断を迫られることになった。スティーブ・フォセットはハワイに到達するまでその判断を先延ばしにした。この頃には風が変わり、世界一周を完遂できる見通しがたった。
バージンアトランティック・グローバルフライヤーは世界標準時刻2005年3月3日17:50（米中部時刻 13:50）にサリナに着陸し、世界一周を2日と19時間1分46秒で達成した。2014年の時点で、このクラスでは世界最速の時速550.78km/hであった。飛行距離は36,912kmで、最低限必要とされる距離とはわずか125kmの差だった。

## 諸元
諸元
- 乗員: 1
- 全長: 13.44 m （44 ft）
- 全高: 4.05 m （13 ft）
- 翼幅: 34.75 m（114 ft）
- 翼面積: 37.16 m2 （400 ft2）
- 空虚重量: 1678 kg （3700 lb）
- 運用時重量: 10024 kg （22100 lb）
- 動力: ウィリアムズ FJ44-2 ターボファン、11.01 kN （2300 lbf）  × 1

性能
- 最大速度: 476 km/h （257 kt）
- フェリー飛行時航続距離: km （海里）
- 航続距離: 41,466 km （海里） 25,766 mile
- 実用上昇限度: 15,545 m （51,000 ft）